# Máquina fotográfica 360°

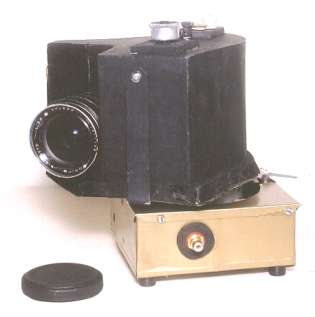
Máquina fotográfica 360°

A máquina fotográfica 360° é uma câmera fotográfica capaz de fazer uma fotografia panorâmica completa (abrangendo toda a volta) num único negativo a partir de um determinado ponto.

## História
A câmera foi inventada por Sebastião Carvalho Leme, fotógrafo brasileiro quando residente em Marília, São Paulo. Em 1957 um empresário solicitou uma fotografia de seus prédios numa confluência de três esquinas, e o seu interesse era mostrar o conjunto dos prédios numa só foto — o que necessariamente teria de ser feito em 360 graus.
Usando então uma câmera fotográfica Rolleiflex com cabeça panorâmica foram tirados dez negativos que, ampliados e montados, resultaram na foto desejada.
Surgiu daí o desafio: Por que não tirar num só negativo uma fotografia que abrangesse 360 graus?

## O invento
Lemos pôs aquele desafio na "agenda" de sua mente e passou a cogitar uma solução ao caso. O embrião de uma ideia surgiu. Foi, assim, patenteado sob o número 99 271 no então Departamento Nacional da Propriedade Industrial (hoje extinto e sucedido pelo Instituto Nacional da Propriedade Industrial) em 26 de novembro de 1957. Numa latinha de massa de tomate instalou uma objetiva, um dispositivo interno especial (que é o princípio da invenção) e um pedaço de filme fixo dentro da lata. Com a mão fez girar a objetiva, fazendo, assim, o primeiro teste para sentir as possibilidades. O teste foi feito em frente ao edifício do Senai usando o sistema para fotografar em 360°. Revelado o filme, comprovou-se, precariamente, a possibilidade de se tirarem fotos em 360°. Feito o primeiro protótipo, já mecanizado, veio a confirmação. Foram feitos três protótipos, consumindo-se cerca de um ano para o aperfeiçoamento.

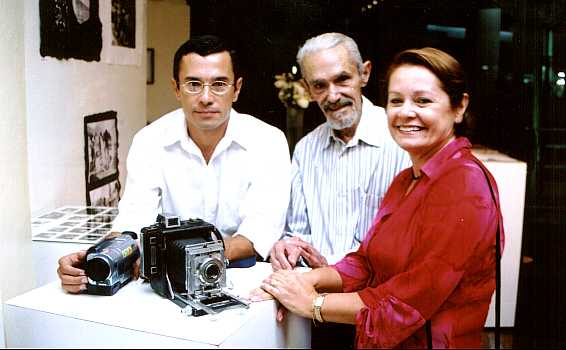
Exposição

Neste ínterim, certo de ter conseguido a solução para tirar fotos com 360°, Leme providenciou o processo de patente que tramitou durante alguns anos no Departamento Nacional da Propriedade Industrial, tempo em que foram pesquisadas a viabilidade do sistema e a existência de similares, concedendo-se a patente em 23 de abril de 1962 sob o número 61 472. Cerca de 20 anos após a concessão da patente surgiu nos Estados Unidos um sistema similar, sem, contudo, o dispositivo interno acima referido.
A máquina permaneceu inativa durante quinze anos. No final de 1997 foi reativada e aperfeiçoada, passando a ser utilizada novamente.

## Resultado
Eis alguns dos resultados obtidos com a câmera de Leme:

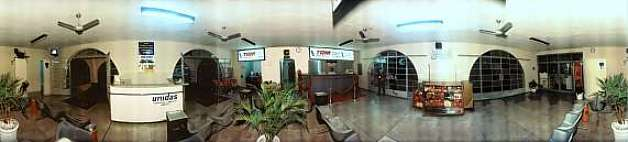
Aeroporto de Marília - São Paulo - Brasil - Foto 360° de Sebastião Carvalho Leme.

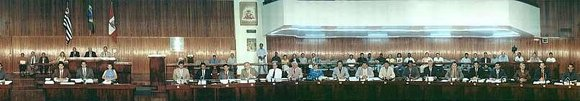
Câmara Municipal de Marília - São Paulo - Brasil - Foto 360° de Sebastião Carvalho Leme

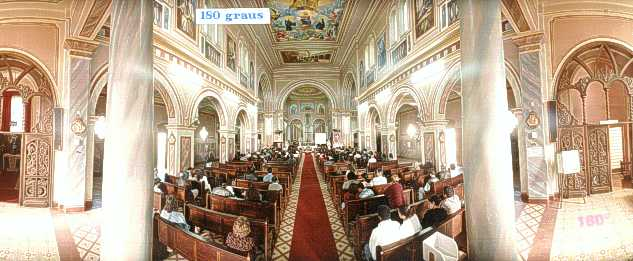
Catedral em Marília - São Paulo - Brasil

|  |  |